# Nièvre
La Nièvre /njɛvʁ(ə)/ è un dipartimento francese della regione Borgogna-Franca Contea. Confina con i dipartimenti del Loiret a nord-ovest, della Yonne a nord, della Côte-d'Or a nord-est, della Saona e Loira a sud-est, dell'Allier a sud-ovest e dello Cher a ovest.
Le principali città, oltre al capoluogo Nevers, sono Château-Chinon, Clamecy e Cosne-Cours-sur-Loire e Decize et Fourchambault.